# Grace Lane

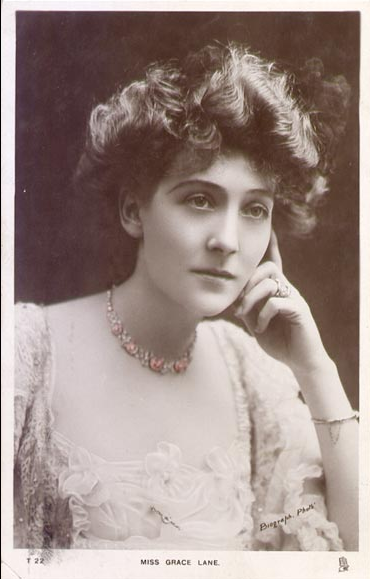
Grace Lane, Postkartenporträt, 1890er- oder 1900er-Jahre.

Grace Mabel Lane (* 13. Januar 1876; † 14. Januar 1956) war eine britische Film- und Theaterschauspielerin und Mutter des Schauspielers, Schriftstellers und Fernsehproduzenten Gerald Savory (1909–1996).
Zu ihren Rollen gehörte unter anderem die der Prinzessin Badr al-Budur aus der Tausendundeine Nacht-Geschichte Aladin und die Wunderlampe (ANE 346).

## Familie
Grace Lane war die Tochter von Pierrepont G. Lane und seiner Frau Rosina Grace. Ihre beiden Geschwister Dorothy Lane und Horace Lane waren beide wie sie selbst als Schauspieler tätig.
Lane war mit dem Schauspieler Kenneth Douglas Savory verheiratet; 1908 kam ihr erster Sohn Kenneth Douglas Cyril Savory zur Welt, im darauffolgenden Jahr ihr zweiter Sohn Gerald Savory. Gegen den Willen seiner Mutter begann Gerald Savory später eine Schauspielkarriere, ehe er Schriftsteller und Fernsehproduzent wurde und unter anderem mit Alfred Hitchcock und Grace Kelly arbeitete.
Lanes Ehemann Kenneth Douglas starb 1923.

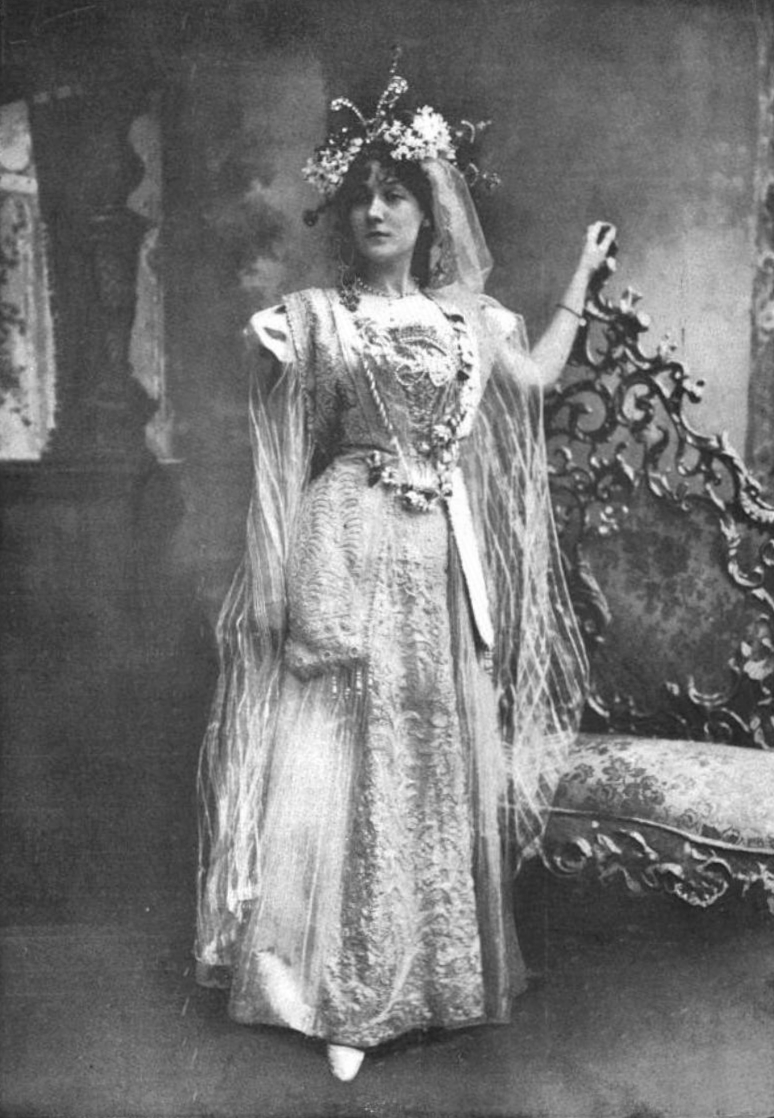
Grace Lane in ihrer Rolle als Prinzessin Badr al-Budur, 1898.

## Schauspielkarriere
Bereits in den 1890er-Jahren spielte Grace Lane am Theater, unter anderem 1898 in einer Aufführung von Aladin und die Wunderlampe (ANE 346), wo sie die weibliche Hauptrolle der Prinzessin Badr al-Budur verkörperte.
Später kam Lane zum Film und spielte zwischen 1917 und 1936 in sieben Produktionen mit.
Eine ihrer letzten Theater-Rollen war die der Gertrude in Hamlet, 1944.

## Filmographie
- 1917: Skirt Strategy (Kurzfilm)
- 1920: The Honeypot
- 1924: Owd Bob
- 1929: Taxi for Two
- 1929: The Feather
- 1935: The Mad Hatters
- 1936: Twelve Good Men